# 大隅境駅
大隅境駅（おおすみさかいえき）は、鹿児島県垂水市牛根境にかつて設置されていた、日本国有鉄道（国鉄）大隅線の駅（廃駅）である。大隅線の廃止に伴い、1987年（昭和62年）3月14日に廃駅となった。

## 歴史
- 1972年（昭和47年）9月9日：海潟温泉駅 - 国分駅間の延伸開業（古江線（→大隅線）の全通）に伴い、開業[1]。無人駅[2]。
- 1987年（昭和62年）3月14日：大隅線の全線廃止に伴い、廃駅となる[1]。

## 駅構造
島式ホーム1面2線を有する駅であり、無人駅であった。ホーム上に待合所を併設していたが、駅舎は無かった。なお、当駅は垂水 - 国分の中間駅では交換設備が設置された唯一の駅であり、当駅折り返しの列車も存在した。ちなみに、当駅の両端はトンネルで挟まれていた。

## 廃止後の現状
- 駅跡には記念碑が建てられている。
- 駅の両端にあったトンネルの内、国分側のトンネルの坑口は完全に埋められている。なお、志布志側のトンネルは今でも残っている。

※ともに2009年現在。

## 隣の駅
日本国有鉄道
大隅線
大隅二川駅 - 大隅境駅 - 大廻駅